# Paramerina septemguttata
Paramerina septemguttata är en tvåvingeart som först beskrevs av Freeman 1955.  Paramerina septemguttata ingår i släktet Paramerina och familjen fjädermyggor. Inga underarter finns listade i Catalogue of Life.